# Бель-Глейд (Флорида)
Бель-Глейд (англ. Belle Glade) — місто (англ. city) в США, в окрузі Палм-Біч штату Флорида. Населення — 16 698 осіб (2020).

## Географія
Бель-Глейд розташований за координатами 26°41′13″ пн. ш. 80°40′1″ зх. д. / 26.68694° пн. ш. 80.66694° зх. д. (26.687028, -80.666996).  За даними Бюро перепису населення США в 2010 році місто мало площу 14,80 км², з яких 14,55 км² — суходіл та 0,25 км² — водойми. В 2017 році площа становила 18,27 км², з яких 17,94 км² — суходіл та 0,33 км² — водойми.

## Демографія
Згідно з переписом 2010 року, у місті мешкало 17 467 осіб у 5651 домогосподарстві у складі 4037 родин. Густота населення становила 1180 осіб/км².  Було 6368 помешкань (430/км²).
Расовий склад населення:
| - 56,3 % — чорних або афроамериканців - 31,1 % — білих - 0,5 % — азіатів - 0,2 % — вихідців з тихоокеанських островів - 0,2 % — корінних американців - 9,8 % — осіб інших рас |

До двох чи більше рас належало 2,0 %. Частка іспаномовних становила 34,2 % від усіх жителів.
За віковим діапазоном населення розподілялося таким чином: 31,4 % — особи молодші 18 років, 58,6 % — особи у віці 18—64 років, 10,0 % — особи у віці 65 років та старші. Медіана віку мешканця становила 30,5 року. На 100 осіб жіночої статі у місті припадало 100,0 чоловіків;  на 100 жінок у віці від 18 років та старших — 98,9 чоловіків також старших 18 років.
Середній дохід на одне домашнє господарство  становив 39 150 доларів США (медіана — 30 303), а середній дохід на одну сім'ю — 45 871 долар (медіана — 35 657). Медіана доходів становила 30 684 долари для чоловіків та 26 339 доларів для жінок. За межею бідності перебувало 35,9 % осіб, у тому числі 44,2 % дітей у віці до 18 років та 32,2 % осіб у віці 65 років та старших.
Цивільне працевлаштоване населення становило 6800 осіб. Основні галузі зайнятості: освіта, охорона здоров'я та соціальна допомога — 21,8 %, сільське господарство, лісництво, риболовля — 19,1 %, роздрібна торгівля — 10,0 %, виробництво — 10,0 %.